# Mesaspis moreletii
Mesaspis moreletii là một loài thằn lằn trong họ Anguidae. Loài này được Bocourt mô tả khoa học đầu tiên năm 1872.